# Perkebunan Namo Tongan
Perkebunan Namo Tongan is een bestuurslaag in het regentschap Langkat van de provincie Noord-Sumatra, Indonesië. Perkebunan Namo Tongan telt 2708 inwoners (volkstelling 2010).